# Panthers du Michigan (1983)
Ne doit pas être confondu avec Panthers du Michigan (2022).
Les Panthers du Michigan étaient une franchise professionnelle de football américain basée à Pontiac dans le Pontiac Silverdome, et qui évolua en United States Football League de 1983 à 1984. La franchise fusionne avec les Invaders d'Oakland en 1985.

## Saison par saison
| Saison | Vic. | Déf. | Nuls | classement       | en play-offs        |
| ------ | ---- | ---- | ---- | ---------------- | ------------------- |
| 1983   | 12   | 6    | 0    | USFL 1er Central | champion            |
| 1984   | 10   | 8    | 0    | USFL 2e Central  | quarts de finaliste |